# Nieuport 23
Il Nieuport 23 era un caccia monomotore biplano sviluppato dall'azienda aeronautica francese Nieuport negli anni dieci del XX secolo.
Derivato dal precedente pari ruolo Nieuport 17 venne realizzato per sopperire alla leggerezza strutturale del precedente modello non raccogliendo tuttavia lo stesso successo. Venne utilizzato principalmente dalla francese Aviation militaire durante la prima guerra mondiale rimanendo in servizio anche dopo il termine del conflitto.

## Storia del progetto
Dopo aver constatato durante il servizio operativo che il Nieuport 17 risultava affetto da un'eccessiva e congenita fragilità strutturale, l'azienda francese pianificò lo sviluppo di un modello derivato che, grazie ad una versione alleggerita del motore rotativo a pistoni Le Rhône 9J che equipaggiava il precedente modello, si prefiggeva di aumentarne la robustezza migliorandone tuttavia anche il rapporto potenza/peso.
La differenza principale nella costruzione del nuovo modello, identificato dall'azienda come Nieuport 23, era l'adozione di un diverso longherone nella struttura dell'ala superiore. La modifica non risultò tuttavia soddisfacente; non era infatti inusuale che l'ala collassasse in volo provocando la caduta del velivolo, per cui il Général chef du service aéronautique pretese che fosse ulteriormente modificato rinforzandone la velatura con un ulteriore elemento di rinforzo, o avrebbe ordinato che tutti i modelli fossero messi a terra. Di conseguenza venne avviata la produzione di 150 nuove ali modificate che, andando a sostituire quelle precedenti, permisero al Nieuport 23 di continuare ad essere utilizzato in servizio.
Visivamente il 23 differiva dal precedente 17 per una maggior cura nell'aerodinamica anteriore, data dal miglior raccordo tra la fusoliera e la cappottatura del motore, e per la collocazione dell'armamento, una singola mitragliatrice calibro 7,7 mm Vickers o Lewis posizionata ora sopra la fusoliera davanti all'abitacolo del pilota abbinata ad un dispositivo di sincronizzazione che permetteva di sparare senza conseguenze attraverso il disco dell'elica.
Il Nie 23 venne ordinato anche dal Royal Flying Corps: gli esemplari acquisiti differivano nella posizione della mitragliatrice, ricollocata centralmente sopra l'ala superiore come nel 17.
Ne venne sviluppata anche una versione da addestramento, identificata come Nieuport 23 École (o Nieuport 21/23) equipaggiata con un motore rotativo Le Rhône da 80 CV.
Il canadese Billy Bishop vi consegue 35 vittorie, l'australiano Alfred Shepherd 10 vittorie dall'11 maggio 1917 al 29 giugno successivo, il britannico Walter Bertram Wood 7 vittorie dall'11 maggio 1917 al 25 giugno successivo, il britannico Philip Fletcher Fullard 7 vittorie dal 26 maggio 1917 fino al 15 giugno successivo, lo scozzese William Charles Campbell 6 vittorie dal 21 luglio 1917 al 28 luglio successivo, il britannico John Lancashire Barlow 3 vittorie dal 9 giugno 1917 al 2 luglio successivo e l'asso britannico Louis Fleeming Jenkin 1 vittoria il 4 settembre 1917.
La 70ª Squadriglia caccia il 9 novembre 1917 ne era equipaggiata con 7 esemplari.
In Italia dal 1917 volavano anche gli esemplari della Escadrille N 92 i - N 392 - N 561 per la difesa di Venezia.

## Utilizzatori
Belgio
- Aviation militaire

 Francia
- Aviation militaire

 Italia
- Corpo Aeronautico Militare

 Lettonia
- Latvijas Gaisa spēki

 Regno Unito
- Royal Flying Corps

 Impero russo
- Imperatorskij voenno-vozdušnyj flot

 Siam
- Krom Akat Sayam

 Stati Uniti
- United States Army Air Service

 Svizzera
- Forze aeree svizzere

## Esemplari attualmente esistenti
Un Nie 23 appartenuto all'Aviation militaire belga è esposto al pubblico a Bruxelles presso le strutture museali del Koninklijk Legermuseum (in francese Musée royal de l'armée et de l'histoire militaire), museo che conserva reperti legati alla storia militare del Belgio.